# 4302-es mellékút (Magyarország)
A 4302-es számú mellékút egy közel 20 kilométer hosszú, négy számjegyű mellékút Csongrád-Csanád vármegye déli részén; Szőreg és Kübekháza legfontosabb megközelítési útvonala.

## Nyomvonala
Szeged Újszőreg és Szőreg városrészeinek határán, Újszőreg keleti, Szőreg északi szélén ágazik ki a 43-as főútból, annak a 7+300-as kilométerszelvénye táján lévő körforgalmú csomópontjából. Délkelet felé indul, Hősök tere néven – még így halad, amikor kiágazik belőle délnyugati irányban a Békéscsaba–Kétegyháza–Mezőhegyes–Újszeged-vasútvonal Szőreg vasútállomására vezető 43 304-es út – de alig 150 méter után délnek fordul, és a Szerb utca nevet veszi fel.
Végighúzódik Szőreg központján, annak főutcájaként, majd a 2. kilométerét elhagyva egy elágazáshoz ér: tovább egyenesen a 43 104-es út indul – ez Újszentiván és Tiszasziget központján át az országhatárig vezet –, a 4302-es pedig délkeletnek fordul, Fácán utca néven, és hamarosan kilép a városrész házai közül; a 2+650-es kilométerszelvénye táján, az egykori, de több évtizede megszűnt Szőreg-Újtelep megállóhely mellett keresztezi a vasút vágányait, utána pedig már külterületen folytatódik.
6,3 kilométer után, még mindig szegedi közigazgatási területen újabb elágazása és egyben irányváltása következik: tovább egyenesen a 43 106-os számú mellékút indul, ami Szőreg és Újszentiván külterületeinek déli határvidékéig vezet és a Fácán utca nevet is továbbviszi, a 4302-es pedig egy rövid szakaszon északkeleti, majd kelet-délkeleti irányban folytatódik.
A 10+150-es kilométerszelvényénél hagyja csak el az út Szeged területét és lépi át Kübekháza határát. A falu belterületének északi szélét itt dél felé haladva éri el, de ott rögtön egy körforgalomba csatlakozik, ahonnan keleti irányban folytatódik, a belterület északi peremét követve. Tovább egyenesen dél felé ugyanebből a körforgalomból a 43 112-es számú mellékút indul, ami végigvezet a falu központján, majd attól mintegy 3 kilométerre délre, a magyar-román-szerb hármashatár közvetlen közelében ér véget.
Körülbelül 12,5 kilométer után hagyja el az út Kübekháza belterületének keleti szélét, a folytatásban északabbi irányt vesz. 16,4 kilométer után kiágazik belőle egy alsóbbrendű út kelet-délkeleti irányban, Kiszombor délnyugati külterületei felé: ez Kübekháza határain belül, a kira.gov.hu nyilvántartása alapján számozatlan önkormányzati útnak tűnik, de kiszombori szakasza a 43 108-as útszámot viseli.
17 kilométer után éri el az út Deszk déli határszélét, mintegy 300 méteren át a határvonalat kíséri, majd teljesen deszki területre ér. A település belterületeit azonban ennél jobban nem érinti, s a 19. kilométerénél, ahol újra keresztezi a vasút vágányait, átlép Klárafalva területére. A 20. kilométere táján egy szakaszon még a községhatár közelében húzódik, de már klárafalvi területen marad; 20,5 kilométer megtételét követően belép a település belterületére, a Vasút utca nevet felvéve, és így ér véget, visszatorkollva a 43-as főútba, annak 17+700-as kilométerszelvényénél.
Teljes hossza, az országos közutak térképes nyilvántartását szolgáló kira.gov.hu adatbázisa szerint 20,200 kilométer.

## Települések az út mentén
- Szeged-Újszőreg
- Szeged-Szőreg
- Kübekháza
- (Deszk)
- Klárafalva